# 東松山市立図書館
東松山市立図書館（ひがしまつやましりつとしょかん）は、埼玉県東松山市にある図書館である。

## 交通
- 東松山駅東口から徒歩約7分[1]（埼玉県道66号線沿い）
- 川越観光自動車、国際十王交通、東武バスウエスト駅入口停から徒歩2分[2]

## 開館時間
- 午前9時30分 - 午後7時[3]
- 朝霞市立図書館同様に月曜日も開館している。

## 概要
- 東松山市を代表する図書館である。市内には他に1993年に開館した高坂図書館と、平野市民活動センター内のなしの花分室がある。かつては移動図書館も存在したが、2007年8月31日をもって廃止になっている。
- 借りた資料は市立図書館、高坂図書館、なしの花図書室のいずれかに返却可能。
- 比企郡の各町村（嵐山町、滑川町、小川町、ときがわ町、川島町、吉見町、鳩山町）、及び秩父郡東秩父村、坂戸市、熊谷市に在住するか通学・通勤している人は相互利用が可能である[4]。

### 施設
- 敷地面積：2,577平方メートル
- 建物面積：5,205平方メートル
- 館内案内
  - 3階 - 蔵書保管室、展示室、視聴覚ホール、和室
  - 2階 - 郷土資料、研修室、読書室
  - 1階 - 一般図書、AVコーナー
  - 地下 - 駐車場

### 蔵書
- 蔵書数：316,268冊

## 関連施設

### 移動図書館（まつかぜ号）
現在は廃止

### なしの花図書室
2024年9月29日をもって廃止された。代替として同センターを含む市民活動センターにおいて東松山、高坂の両館から図書を取り寄せるサービスを行っている。
以下は廃止前の状況を記す。
- 所在地 - 東松山市大字東平567-1（平野市民活動センター内）
- 開館日 - 水・木・土・日曜日
- 開館時間 - 午後1時〜午後5時15分
- 蔵書数 - 11,532冊

### 高坂図書館
- 東松山市立高坂図書館の項目を参照。

## 歴史
- 1949年（昭和24年）10月24日 - 松山町立図書館として開館。
- 1974年（昭和49年） - 駅前通りの建物（現ギャラリー東松山）へ移転開館。
- 1983年（昭和51年）10月1日 - 移動図書館運用開始。
- 1990年（平成2年）1月16日 - 現図書館完成。移転開館。
- 1993年（平成5年）4月1日 - 高坂図書館完成開館。
- 2005年（平成17年）8月20日 - 坂戸市立図書館との相互利用開始。
- 2007年（平成19年）8月31日 - 移動図書館運用終了。